# Weiter Krambuden

Die Lage des Weiten Krambuden (rot markiert)

Der Weite Krambuden ist eine Straße in der Lübecker Altstadt.

## Lage
Der etwa 50 Meter lange Weite Krambuden befindet sich im Zentrum der Altstadtinsel, im Marien Quartier. Er verbindet den südlichen Marienkirchhof mit der Markttwiete am Nordrand des Marktes.

## Geschichte
Erstmals urkundlich erwähnt wurde der Weite Krambuden 1307 mit der lateinischen Bezeichnung Platea institorum (Krämerstraße); 1309 sind die parallel verwendeten Namen Inter apothecarios (Zwischen den Apothekern), Novae crambodae (Neue Krämerbuden) sowie Vicus inter Kemmerboden (Gasse zwischen Krämerbuden) belegt. Die Bezeichnung rührt daher, dass sich hier bis Anfang des 15. Jahrhunderts zunächst die Verkaufsbuden und später auch die Häuser der Gewürzkrämer und Apotheker befanden. So befand sich im Haus Nr. 3 von 1412 bis 1442 die Ratsapotheke.
1332 lautet der Name Vicus apothecariorum (Apothekergasse), 1344 Kemmerboden. 1354 ist die Bezeichnung Magnae Cramboden (Große Krambuden) in Unterscheidung zum benachbarten Engen Krambuden schriftlich belegt. Die Abgrenzung zur Parallelstraße setzt sich 1370 im Namen Latae Cramboden (Breite Krambuden) und 1385 in Latae bodae institorum (Breite Krämerbuden) fort.
1388 lautet die niederdeutsche Bezeichnung Wyde Kramboden. Der heutige Name wurde 1852 amtlich festgelegt. Dabei wurde das Wort Weit im Singular verwendet, obwohl Krambuden im Plural steht, so dass der Straßenname heute in einer grammatikalisch kuriosen Mischform als der weite Krambuden verstanden wird.
Die bis dahin geschlossen erhaltene historische Bebauung der schmalen Gasse wurde beim Bombenangriff am 29. März 1942 vollständig zerstört. Nur das neugotische Marienwerkhaus, das allerdings als Eckhaus zum Marienkirchhof gehört, blieb unbeschädigt und steht heute noch.

## Bauwerke
Eine Auswahl der 1942 zerstörten Gebäude findet sich in der Liste ehemaliger Lübecker Bauwerke.

## Bilder

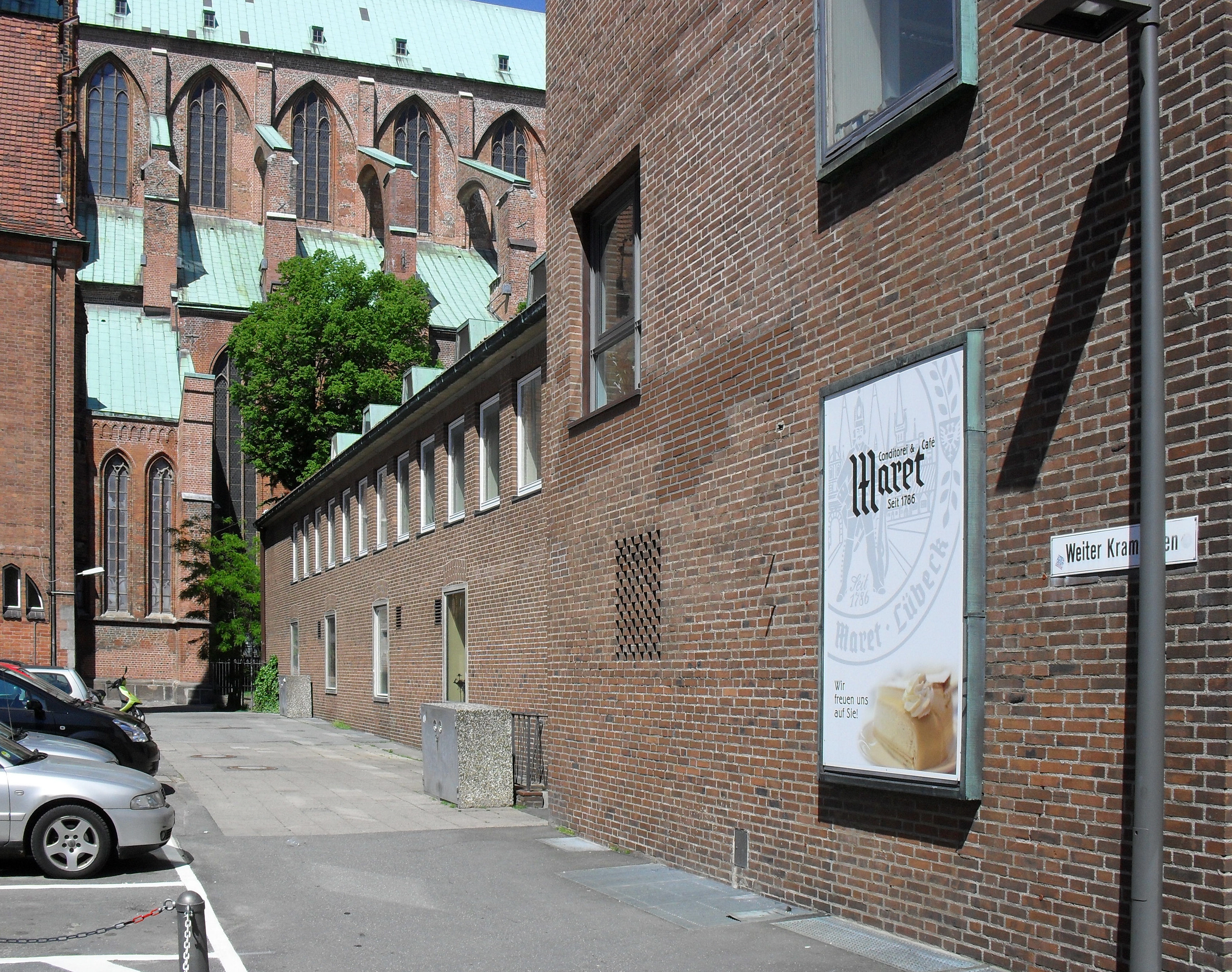
Die Ostseite des Weiten Krambuden, Blick von der Markttwiete in Richtung Marienkirche
Die gleiche Ansicht um 1900
Die Westseite des Weiten Krambuden um 1910
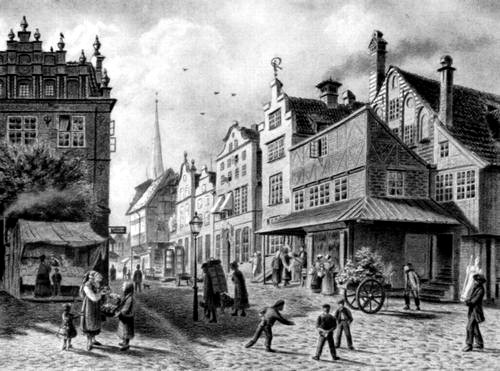
Blick vom Marienkirchhof in den Weiten Krambuden, Zeichnung von 1865